# 国際厚生事業団
公益社団法人国際厚生事業団（こくさいこうせいじぎょうだん）は、アジア地域を中心とした開発途上国の人材育成を目的とした研修事業をメインに、保健医療・福祉分野の政府開発援助事業、国際協力事業などを実施している公益法人。
元厚生労働省所管。

## 概要
- 所在：東京都新宿区富久町16番5号新宿高砂ビル10階
- 設立：1983年7月7日
- 理事長：坂本龍彦（全国土木建築国民健康保険組合、元厚生省事務次官）
- 英文名称：Japan International Corporation of Welfare Services（略称：JICWELS）

## 目的
海外への福祉協力、海外との情報交換、海外広報活動等を通じ国際的相互依存時代の福祉の発展に貢献すること

## 事業
アジア地域を中心とした開発途上国の人材育成・研修事業、調査・プロジェクト、厚生労働省の主催する「ASEAN・日本社会保障ハイレベル会合」などの国際会議委託実施事業、外国人看護師・介護福祉士受け入れ支援事業など

### 国外からの外国人看護師・介護福祉士受け入れ
国外からの介護福祉士の受け入れについては、日本における唯一の受け入れ斡旋機関となっている。既にインドネシアとの経済連携協定（EPA）に基づき2008年8月より看護師・介護福祉士が来日している。さらに2009年よりフィリピンからの受け入れも開始した。
国際厚生事業団は、斡旋一人当たり16万円を「斡旋手数料」として受け取るなどの利権の温床となっているとされている。
また、問題点としては、インドネシアから2008年8月に来日した女性の看護師研修生が、「資格や業務内容などが、インドネシアでの説明と違っている」と主張し、研修を打ち切り途中帰国した事例もある。厚生労働省は、現地での説明にブローカーが介在し、誤解を与える説明が行われていた可能性があると見ている。